# Château de Jegenstorf
Le château de Jegenstorf (allemand : Schloss Jegenstorf) est un château situé à Jegenstorf dans le canton de Berne en Suisse. Listé comme bien culturel d'importance nationale, il abrite le musée de l'habitat bernois.

## Histoire

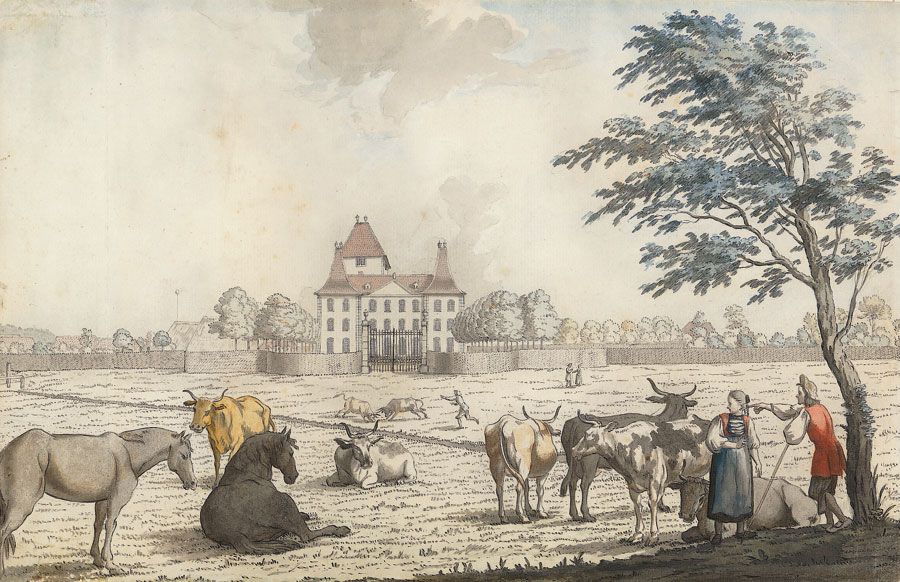
Le château de Jegenstorf par Samuel Hieronymus Grimm (1764).

Les seigneurs de Jegistorf sont mentionnés pour la première fois au XIIe siècle, au service des ducs de Zähringen. Ils construisent la grande tour carrée du château à cette époque. Le château original est probablement entouré de murs en bois. Pendant les XIIIe et XIVe siècles, ils sont remplacés par des murs en pierre. En 1300, peu avant l'extinction des seigneurs de Jegistorf, la famille d'Erlach achète la seigneurie de Jegenstorf. Les possessions des Jegistorf ont cependant déjà été divisées et jusqu'au XVe siècle le château reste hors de la famille d'Erlach,. Après une série de mariages et d'acquisitions, Johann von Erlach (1474-1539) devient en 1519 le seigneur de Jegenstorf, possédant le château, le village et la court. La même année il devient l'avoyer de Berne. La seigneurie reste dans la famille d'Erlach jusqu'en 1584 puis passe aux von Bonstetten qui le possèdent jusqu'en 1675 et aux von Wattenwyl jusqu'en 1720. Cette année-là, Albrecht Friedrich von Erlach (de) achète le château. Il le fait restaurer et agrandir. L'ancienne tour est transformée en maison-tour baroque et le château en manoir de campagne.
Le château passe à la famille Stürler au XVIIIe siècle. Anton Ludwig Stürler le vend en 1765 à son frère Johann Rudolf Stürler qui le donne à son fils Johann Rudolf en 1789. Il est épargné lors de l'invasion française de 1798. En 1812, Johann Rudolf connaît des problèmes financiers et vend le château à son cousin Rudolf Gabriel Stürler de Serraux. Le bâtiment est rénové et modernisé par Arthur Albert Vinzenz von Stürler entre 1913 et 1915. Après la mort de ce dernier en 1934, le château est acheté par une association.
Le 9 octobre 1944, le général Henri Guisan, commandant de l'armée suisse, déplace son poste de commandement d'Interlaken au château de Jegenstorf. Il reçoit deux chambres de l'aile sud-ouest du château pour son usage personnel.
En 1954, une fondation est créée pour préserver et exploiter le château. Le musée de l'habitat bernois est ouvert dans le bâtiment. Le château est listé comme bien culturel d'importance nationale.

## Architecture
Le château est à l'origine une tour carrée. Pendant le Moyen Âge central il est agrandi avec un donjon, une tour d'angle, une aile résidentielle et une cour centrale. Il est alors entouré d'une double douve remplie d'eau. En 1720, le château est transformé en manoir baroque. Trois tours d'angle sont ajoutées ainsi qu'un couloir pour les relier. Les quatre tours entourent le donjon original. L'entrée principale au nord du donjon est modernisée avec un grand escalier, un balcon et des décorations sculptées. Un fronton triangulaire est ajouté aux façades sud et est.
L'intérieur du château est redécoré entre 1913 et 1915. La salle à manger est décorée avec une série de peintures allégoriques de la vie de Katharina Perregaux-von Wattenwyl, peintes en 1690 par Joseph Werner pour le château de Reichenbach (en). Plusieurs poêles de masse du XVIIIe siècle sont amenés dans le château pendant cette rénovation. Deux des plus intéressants sont recouverts de carreaux émaillés bleus et sont signés et datés par Urs Johann Wiswalt en 1723. Au premier étage, la Herkulessaal est décorée avec une statue du XVIIe siècle représentant Hercule pendant son combat contre l'Hydre de Lerne. Le château est entouré d'un grand parc comprenant une orangerie du XVIIIe siècle et un pavillon néo-gothique construit en 1890. Ce dernier est décoré avec une statue de Minerve sculptée par Johann Friedrich Funk I en 1773.